# 明星系統
明星系統（star system）是一種製作手法，指在戲劇、電影等領域選用名氣高的人物，並以其為前提進行作品製作、團隊編制、宣傳策劃等。明星系統發揚自好萊塢電影，電影公司選擇有前景、有人物魅力的年輕演員，並為其塑造人格形象。